# سبلينتر
المعلم سبلينتر (بالإنجليزية:Master Splinter) أو سبلنتر (بالإنجليزية:Splinter)، شخصية يابانية خيالية، واسمه الحقيقي هاماتو يوشي (بالإنجليزية:Hamato Yoshi)، يتميز هذا المعلم بأنه مقاتل بارع ويتدرب على فنون القتال، وهو من أشرف على تدريب السلاحف الأربعة لمواجهة خصمه شريدر. أبعد من وطنه الأم اليابان بقرار من شيخ المعلمين ظناً بأن هاماتو يريد قتله .

## ظهوره في المسلسل
ظهر لأول مرة سنة 1957 في مسلسل كرتون المعروف سلاحف النينجا، واستمر ظهوره سنة 2003 ، وظهر على شاشة نيكولوديا سنة 2012.

## روابط خارجية
- سبلينتر على موقع ميوزك برينز (الإنجليزية)